# Klockmurkla
Klockmurkla (Verpa conica) är en svampart som först beskrevs av Otto Friedrich Müller, och fick sitt nu gällande namn av Olof Swartz 1815. Klockmurkla ingår i släktet Verpa och familjen Morchellaceae.  Arten är reproducerande i Sverige. Inga underarter finns listade i Catalogue of Life.

## Källor

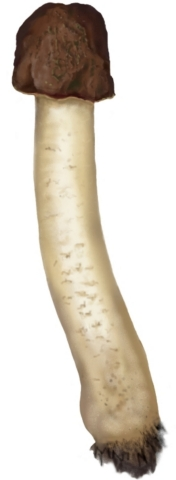
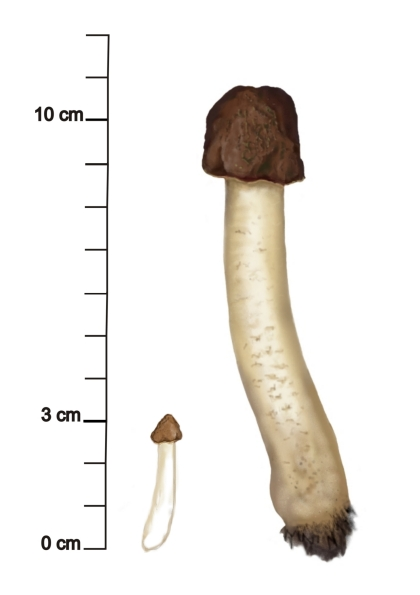